# Tell Her About It
Tell Her About It è un singolo del cantautore statunitense Billy Joel, pubblicato nel 1983 ed estratto dall'album An Innocent Man.

## Tracce
12" (EP promozionale)
- Side A

1. Tell Her About It - 3:35

- Side B

1. Easy Money - 4:02
2. Keeping the Faith - 4:40